# Arno Peters

Mapamundi de Peters basado en la proyección de 1764 Gall.

Arno Peters (Charlottenburg, Berlín; 22 de mayo de 1916-Bremen; 2 de diciembre de 2002) fue el creador del mapa de la proyección de Gall-Peters.
Nacido en Berlín, Alemania. Comenzó su carrera como cineasta y estudió técnicas estadounidenses durante la década de 1930, ayudando a revolucionar la producción de cine en la Alemania de aquel entonces. En 1942, Peters recibió su doctorado en la Universidad de Berlín, escribiendo su tesis sobre propaganda política. Este interés llevó a Peters a estudiar las representaciones sincrónicas de la historia universal. Este proyecto culminó en el desarrollo del mapamundi en proyección de Gall-Peters, en 1987, que conserva las proporciones reales entre las áreas de los diferentes territorios.
Peters trabajó en Bremen, Alemania, hasta su muerte el 2 de diciembre de 2002.